# او-۹۷۷
او-۹۷۷ (به آلمانی: U-977) یک او-بوت کریگس‌مارینه از نوع ۷سی بود.

## تاریخچه عملیاتی
شایعاتی منتشر شده است که او-۹۷۷ در آخرین سفر خود در همراهی با او-۵۳۰، برخی از رهبران بلندپایه رایش سوم از جمله شخص آدولف هیتلر را با خود به آرژانتین منتقل کرده است.